# Собко Петро Степанович
Собко Петро Степанович (нар. 04 травня 1936, с. Михалє, Володимир-Волинський (Іваничівський) район Волинської області) — український художник і скульптор, що живе і працює в місті Луцьку.

## Життєпис
Народився 04.05.1936 р. в селі Михалє Володимир-Волинського району (Іваничівського) Волинської області. 
Працював учнем маляра в Нововолинському будівельному управлінні після закінчення у 1952 р. 9 класів у Поромівській СШ.
1955 р. поступив у Львівське художнє училище на скульптурне відділення, а 1957 р. продовжує навчання в Кишинівському художньому училищі на живописному відділення, де захистив Дипломну роботу "Переправа через Дністер".
Згодом протягом 1961-1967 рр. навчався в Київському художньому інституті на живописному факультеті, де захистив диплом "Доярки". 
1962 р. став членом оргкомітету "Клубу творчої молоді", який переріс в національно-патріотичний рух (його учасником був також дисидент Богдан Горинь, з яким Петро Собко познайомився ще у Львівському художньому училищі). 
Протягом 1967-1969 - працівник в Художньому фонді Маріуполя, а з 1969 р. і до пенсії працював в Художньому фонді України в м. Луцьк. 
З того часу живе і працює в цьому місті.

## Творчість
Плідний пейзажист, свого часу, у 1970-1980-х рр. об’їздив з творчими відрядженнями майже весь СРСР.
1970 р. мав творче відрядження у країни Балтії, 1972-1986 рр. - творче відрядження на Камчатку (найбільш підний період, понад 100 пейзажів), 2009 - в Італію. 
2013 - член НСХУ Постійний учасник пленерів та творчих поїздок по Україні.
Також чільне місце займають портрети та архтектура (насамперед, храми).

## Спадщина
Полотна зберігаються у Волинському краєзнавчому музеї, картинних галереях Ковеля і Балти (на Одещині), у приватних колекціях в Україні, Молдові, Білорусі, Росії, Польщі, Італії, США.

## Зовнішні посилання
1. Собко Петро. Галерея мистецтв
2. Волинський художник-мандрівник поділився спогадами про Далекий Схід. Волинь Post

- Собко Петро Степанович

| українська персоналія | Це незавершена стаття про особу, що має стосунок до України. Ви можете допомогти проєкту, виправивши або дописавши її. |